# Johan Thiersen
Johan Thiersen (* 25. Juni 1920 in Kopenhagen; † 20. April 2001) war ein dänischer Schauspieler.

## Leben
Johan Thiersen wuchs in Kopenhagen auf. Er absolvierte an der Staatlichen Theaterschule in Kopenhagen seine Schauspielausbildung. Im Jahr 1949 hatte er als Darsteller am Aarhus Teater sein Bühnendebüt. Er stand im Laufe seiner Karriere in zahlreichen Theaterstücken und Kabarett-Programmen auf der Bühne, so unter anderem auch am Odense Teater, am Folketeatret, am Betty-Nansen-Theater und am Königlichen Theater Kopenhagen. Von 1960 bis 1988 war er in mehreren Filmen und Fernsehserien zu sehen, darunter in einer Kleinrolle in Die Olsenbande in der Klemme.
Johan Thiersen starb am 20. April 2001 im Alter von 80 Jahren.